# Workers & Resources: Soviet Republic
Workers & Resources: Soviet Republic（ワーカーズアンドリパブリック：ソビエトリパブリック）はスロバキアのゲームメーカー3Dvisionが開発した経営シミュレーションゲームである。

## 概要
都市経営シミュレーションであるシムシティ、Cities: Skylinesと同じ都市開発をテーマとしているが、前述の2つと違い社会主義国家の運営を目的としているため月に納める税金の概念が無く、開発資金のルーブルかドルを直接獲得するため国営工場を建設、資源採掘工場を建設し工業大国を目指し他の西側諸国かソビエト連邦の東側諸国との貿易による外貨獲得から始まり公害対策、プロパガンダ教育の他、国に対する忠誠度の概念があり国民が西側諸国へ亡命しないよう高い水準を維持しておく必要がある。